# فوتبال در ولز

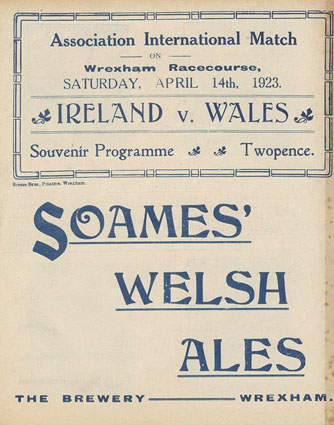
یکی از بلیط‌های تماشای بازی فوتبال ولز

فوتبال (به ولزی: pêl-droed) یکی از پرطرفدارترین ورزش‌ها در ولز در کنار راگبی ۱۵ نفره است.